# Карл XII
Карл XII (швед. Karl XII; 17 (27) июня 1682, Тре-Крунур, Шведская империя — 30 ноября (11 декабря) 1718, Фредриксхальд, Датско-норвежская уния) — король Швеции в 1697—1718 годах, полководец, большую часть своего правления участвовавший в Великой Северной войне. Карл XII взошёл на трон в возрасте 15 лет — после смерти отца Карла XI.
Владел латынью, немецким, французским, верил в предопределение судьбы и стремился продолжить политику своего отца Карла XI.
Спустя 3 года на Швецию напала коалиция, включавшая Данию, Речь Посполитую, Саксонию и Россию. Король возглавил армию, причём сначала одержал ряд блестящих побед, но в 1709 году потерпел полное поражение при Полтаве, а позже был вынужден провести несколько лет в пределах Османской империи на положении почётного пленника. Погиб при осаде одной из норвежских крепостей и стал последним европейским монархом, павшим в бою.
Янычары, восторгавшиеся его упрямством, дали Карлу XII прозвище «Железная голова» (тур. Demirbaş).

## Ранние годы
Карл родился 17 (27) июня 1682 года в Стокгольмском дворце. Шведская народная (и историческая тоже) традиция описывает этот день в самых драматичных тонах: бушевала непогода, ветер рвал с домов кровлю, город был окутан тучами пыли. Пушечные залпы известили обывателей Стокгольма о том, что королева разрешилась долгожданным наследником трона. Астрологи отмечали, что в этот день на западном горизонте погасло созвездие Малой Лисицы, в то время как на востоке зажглась звезда Львиное Сердце. Суеверие связывало с этими явлениями дурное будущее — войны, эпидемии, неурожаи, а самому новорождённому пророчило бурную жизнь, полную приключений и славы.
Сначала ребёнку хотели дать имя Густав, и тогда он мог бы стать Густавом III, но отец настоял на том, чтобы он получил имя Карл. Радость была велика, рождение наследника праздновали повсюду, и датский посол в Стокгольме Мейер докладывал в Копенгаген: «Мало кто лёг спать в эту ночь трезвым».
Мать Карла, Ульрика Элеонора, по происхождению датская принцесса, растила и воспитывала наследника в первые годы его жизни. Она обладала горячим религиозным чувством, была образованной, умной, уравновешенной и заботливой. Отцом наследника был король Карл XI. Всего в браке родилось 7 детей — 5 сыновей и 2 дочери. Из 5 сыновей 4 умерли в младенчестве. В живых остались только Хедвиг София (1681—1708), Ульрика Элеонора (1688—1741) и сам Карл.
Образование и развитие принца проходило весьма успешно. Взрослым Карла XII узнали как человека сурового и несгибаемого, а между тем в детстве он, по воспоминаниям современников, обладал пусть и упрямым, но мягким, податливым нравом и никогда не бунтовал против нудных и утомительных учебных программ.
Всё указывает на то, что Карл к концу обучения обладал хорошими познаниями в религии, истории, математике и физике, устно и письменно владел родным языком (шведским), латынью и немецким. Кроме того, он владел и французским, но не говорил на этом языке, не пользуясь им даже в разговорах с французскими посланниками.

## Датская кампания

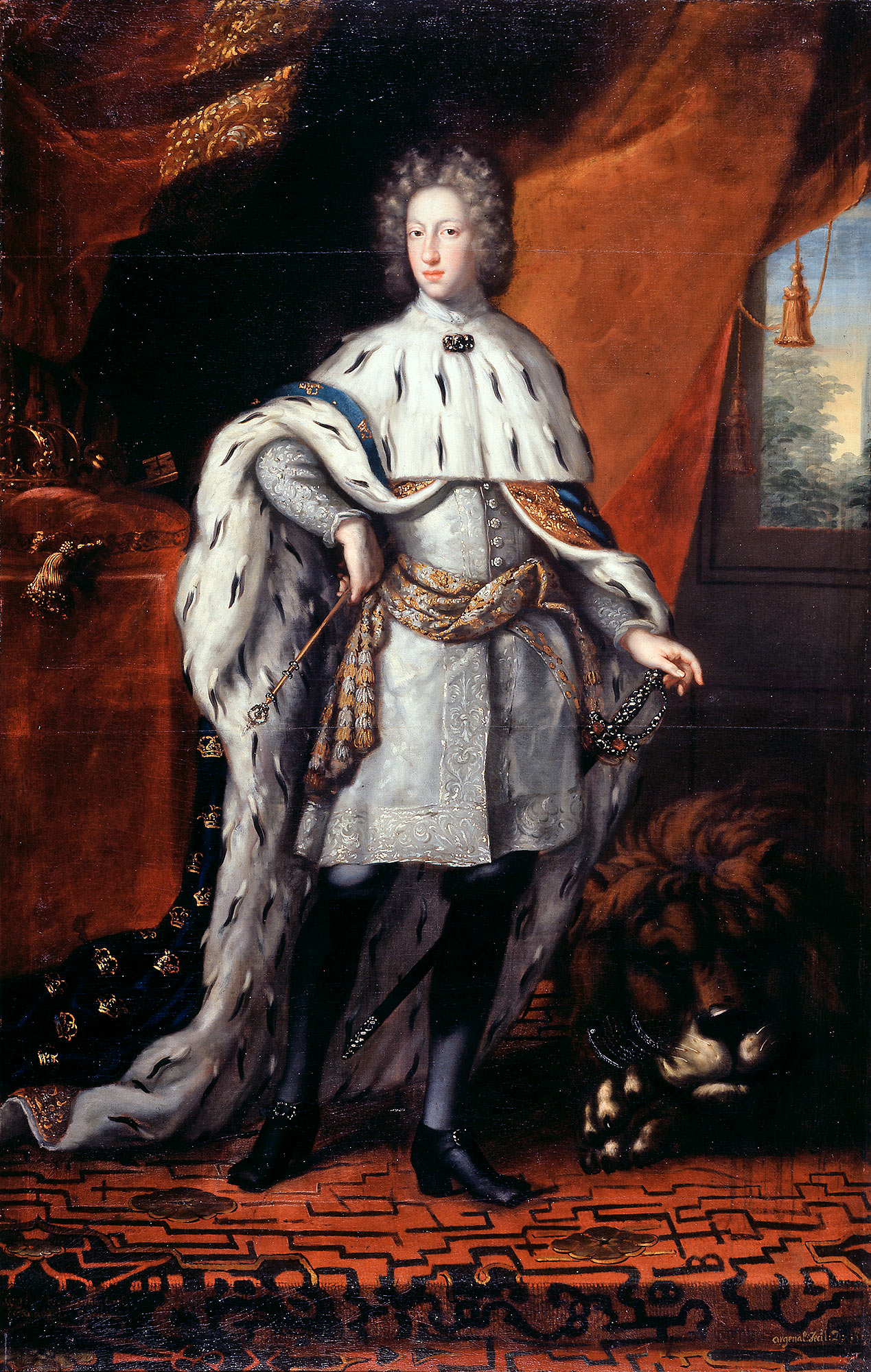
Карл XII в 1697 году

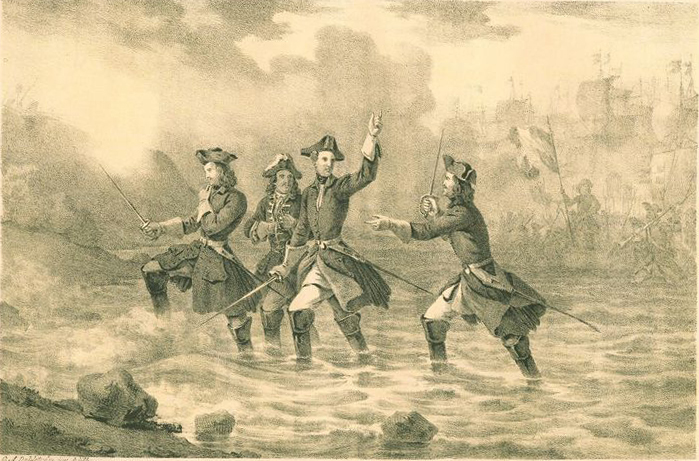
Карл XII высаживается на Зеландии (25 июня 1700 года)

В 1700 году антишведская коалиция развернула военные действия в Прибалтике. Польша с Саксонией, Дания с Норвегией и Россия заключили союз, приведший к Северной войне. Король Швеции принял брошенный ему вызов. 18-летний Карл XII оказался проницательнее, чем могли предположить его более взрослые монархи-противники.
Первая военная кампания Карла была направлена против Дании, королём которой был в то время его кузен Фредерик IV Датский, летом 1700 года напавшей на шведского союзника Фридриха IV Гольштейн-Готторпского (другого кузена Карла XII, женатого на его сестре Хедвиг-Софии). Карл с экспедиционным корпусом неожиданно высадился у Копенгагена, и Дания капитулировала. Однако успех Швеции на Балтике вызвал недовольство у двух крупных соседей: у русского царя Петра I, а также у польского короля Августа II (он приходился кузеном и Карлу XII и Фредерику IV Датскому; ещё в феврале 1700 года его саксонские войска осадили центр Шведской Прибалтики — город-крепость Ригу, но известия о поражении Дании заставили Августа II отступить).
Карл XII старался подражать Густаву Адольфу и вести решительные войны. Войска обучались молниеносным атакам и ведению рукопашного боя. Шведский король применял в военных кампаниях внезапность, скорость, манёвр, атаку колоннами, что было смелым в эпоху линейной тактики.

## Северная война

### Битва при Нарве

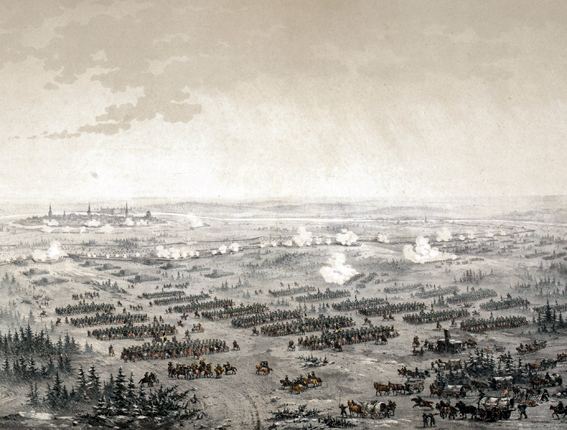
Битва при Нарве

Вторгнувшись в Шведскую Прибалтику летом 1700 года, русские войска под командованием Петра I осадили стоящие рядом крепости Нарва и Ивангород с единым гарнизоном. В ответ на это ведомый Карлом шведский экспедиционный корпус, удачно выведший из войны Данию, морем переправился в Пярну (Пернов) и двинулся на помощь осаждённым. 30 ноября Карл решительно атаковал русскую армию с оставленным Петром I на командование фельдмаршалом де Круа при Нарве. В этом упорном сражении русское войско значительно превосходило шведскую армию (10,5 тысяч при 37 пушках у шведов против 34—36 тысяч русских при примерно 180 орудиях). Наступая под прикрытием снежной пурги, шведская армия, сформированная в несколько колонн, вплотную подошла к русским позициям, растянувшимся на 7 вёрст тонкой линией перед стенами Нарвы, и короткими ударами прорвала центр русского боевого порядка. После этого армия Карла развернулась в две стороны и заработала пиками и шпагами, штыками и багинетами. Среди русских солдат началась паника, поднялся слух, что иностранные офицеры предали их. Командующий де Круа и многие иностранные офицеры, спасаясь от избиения собственными солдатами, сдались шведам. Центральная часть русских войск начала беспорядочный отход к своему правому флангу, где находился единственный понтонный мост, который не выдержал большого скопления людей и рухнул, многие утонули. Преображенский, Семёновский и Лефортовский полки, к которым присоединилась часть бегущих солдат, на правом фланге сумели отбить атаки шведов, устояла и пехота на левом фланге, но положение было критическим. Фланги были разъединены, их командиры не знали, что происходит друг у друга, главное командование попало в плен. Сражение завершилось капитуляцией русских войск ввиду их полного разгрома. Шведские потери составили до 2 тысяч человек убитыми и ранеными. Потери русской армии точно не выявлены, но по некоторым шведским оценкам они составили убитыми около 8 тыс. человек, ещё около 1 тысячи утонуло и неизвестное количество скончалось от ран при отступлении. Была потеряна вся артиллерия, в плен попало 700 человек, в том числе 56 офицеров и 10 генералов. По условиям капитуляции русским частям, кроме сдавшихся в плен во время боя, было разрешено отступить с оружием, знамёнами и обозом.
В сражении Карл не сыграл главной роли. Он действовал, опираясь во многом на своих генералов, в особенности на (на тот момент ещё генерал-лейтенанта) Карла Густава Реншильда, который в сражении командовал левым флангом. Конечно, у шведского короля ещё не было военного опыта, он не учился в военной академии, это было первое его крупное сражение.
Когда Карл после боя снял свой галстук, то обнаружил в нём пулю. Это первая из пяти, что попали в него. Последняя станет смертельной.

### Польская кампания
В 1701 году Карл XII выступил всеми силами против Августа II. Шведский король намеревался воспользоваться недовольством польской и великолитовской шляхты и сменить Августа II, поставив прошведского кандидата, с тем чтобы превратить Речь Посполитую в буферную зону между шведами и русскими. В июле 1701 года шведская армия нанесла поражение саксонским войскам Августа II на Западной Двине, отбросив их от Риги. К сентябрю 1701 года шведы заняли Курляндию.
В 1702 году шведская армия вторглась в Польшу и нанесла ряд крупных поражений армии Августа II. В 1702 году была занята Варшава и одержана победа в крупном сражении при Клишове. Тогда 12 тысяч шведских солдат, располагая всего лишь 4 орудиями, атаковали 22—24 тысячи саксонцев и поляк с 46 только саксонскими орудиями (16 тысяч саксов и 6-8 тысяч поляк). В этой битве шведский король уже продемонстрировал себя как самостоятельный полководец. Он, грамотно рассудив, что правый фланг противника является наиболее слабым (местность не была столь выгодна для обороны, правый фланг занимали более слабые польские части), сконцентрировал напротив него основные силы (7-8 тысяч человек) и нанёс главный удар. Саксонский центр, охватываемый справа после поражения поляков, был вынужден отступить. На правом шведском крыле Реншёльд, несмотря на численное превосходство неприятеля, сумел организовать оборону и отбил атаки противника. В сражении, длившемся около пяти часов, шведская армия снова показала своё умение биться с численно превосходящим противником, как и при Двине, была захвачена вся артиллерия противника. В то же время, в отличие от битв при Нарве и Двине, король пренебрёг артиллерией, и она сыграла гораздо меньшую роль в сражении. Была показана самоуверенность шведского командования и самого Карла, так как атака была начата без какой-либо рекогносцировки. В 1703 году нанесено очередное поражение саксонской армии при Пултуске, затем после длительной осады взят Торн, а саксонские войска были изгнаны из Польши.
14 января 1704 года часть депутатов Сейма (Варшавская конфедерация) низложила Августа II в качестве короля Речи Посполитой. Летом 1704 года новым королём был провозглашён шведский ставленник Станислав Лещинский.
Сторонники Августа II в Польше не признали Станислава Лещинского королём и объединились в 1704 году в Сандомирскую конфедерацию. 19 (30) августа 1704 года был заключён Нарвский договор между Россией и представителями Речи Посполитой о союзе против Швеции; согласно этому договору Речь Посполитая официально вступала в войну на стороне Северного союза. Россия совместно с Саксонией развернула военные действия на польской территории.
31 июля 1705 года союзная польско-русско-саксонская армия под командованием генерал-лейтенанта О. А. фон Пайкуля потерпела поражение близ Варшавы. 4 октября Станислав Лещинский был коронован в Варшаве.
В конце 1705 года основные русско-польские силы под командованием короля Августа остановились на зимовку в Гродно. Вскоре король покинул расположение армии, сдав командование фельдмаршал-лейтенанту Г. Б. Огильви. Неожиданно в январе 1706 года Карл XII выдвинул в этом направлении крупные силы и блокировал 25-тысячную русскую армию в Гродно (см. блокада Гродно). Союзники рассчитывали дать бой после подхода саксонских подкреплений. Но 2 (13) февраля шведы нанесли сокрушительное поражение саксонской армии в битве при Фрауштадте, разбив вдвое превосходящие силы противника. Оставшись без надежды на подкрепление, русская армия была вынуждена отступить в направлении Киева. Г. Б. Огильви сумел осуществить блестящий манёвр, воспользовавшись вскрытием рек. Король Карл, не ожидавший такого, только через две недели сумел собрать армию и выступить в преследование. Ввиду весенней распутицы шведская армия застряла в Пинских болотах, и король отказался от преследования русской армии. Вместо этого он бросил свои силы на истребление городов и крепостей, где находились польские и казацкие гарнизоны. В Ляховичах шведы заперли отряд переяславского полковника Ивана Мировича. В апреле 1706 года по приказу гетмана Ивана Мазепы к Ляховичам для освобождения Мировича посылается полк Семёна Неплюева, который должен был соединиться с миргородским полком Войска Запорожского полковника Даниила Апостола. В результате боя у Клецка казацкая конница, поддавшись панике, растоптала пехоту Неплюева, и шведы смогли нанести поражение русско-казацким войскам. 1 мая Ляховичи сдались шведам.
Карл простоял с основными силами в Пинске около месяца, пережидая распутицу и подтягивая отставшие полки, затем в начале лета перевёл свою армию в район Дубно — Луцк. Здесь, на незатронутой боевыми действиями и изобильной продовольствием Волыни, армия провела ещё месяц. Карл не последовал к Днепру за войсками Петра, а, опустошив Полесье, в июле 1706 года развернул свою армию против саксонцев. В августе армия короля перешла Вислу и соединилась с войсками Реншёльда юго-западнее Варшавы. На этот раз шведы не остановились в Польше, а пройдя через австрийскую Силезию, в начале сентября вторглись уже на территорию самой Саксонии. 13 (24) сентября 1706 года Август II втайне заключил мирное соглашение со Швецией. По договору он отказывался от польского престола в пользу Станислава Лещинского, разрывал союз с Россией и обязывался выплатить контрибуцию на содержание шведской армии.
Тем не менее, не решаясь объявить о предательстве в присутствии русской армии под командованием Меншикова, Август II вынужден был со своими войсками участвовать в сражении при Калише 18 (29) октября. Битва закончилась полной победой русской армии и пленением шведского командующего. Это сражение стало крупнейшим с участием русской армии с начала войны. Но несмотря на блестящую победу, Россия лишилась своего последнего союзника.
Весной 1707 года стало известно, что Карл XII готовит свою главную армию, расквартированную в капитулировавшей Саксонии, к походу на Россию. Выступление ожидалось в мае-июне. Однако Карл XII оказал дипломатическое давление на Австрию с целью выбить привилегии для шведской торговли в Германии и защитить права протестантов в Силезии. Австрийские войска в это время воевали на два фронта: против Франции и восставших венгров. При таких обстоятельствах 30-тысячная шведская армия в десяти переходах от Вены была очень весомым аргументом, и 31 августа Австрия подписала договор на шведских условиях.

### Поход в Гетманщину и Полтавское поражение
Тем временем Пётр I отвоевал у Карла часть прибалтийских земель и основал на отвоёванных землях новую крепость Санкт-Петербург. Это заставило Карла принять решение о захвате русской столицы Москвы. 1 сентября 1707 года шведская армия выступила из Саксонии в Польшу. За 11 месяцев пребывания в Саксонии Карлу XII удалось восполнить потери и существенно укрепить свои войска. Перейдя Одер, Карл соединился с подкреплениями, подошедшими из Швеции у Познани. Его армия достигла численности до 38 тыс. человек. Король повёл свою армию к Торуню, около которого в ноябре по льду перешёл Вислу. Окружённый с севера, А. Д. Меншиков отступил от Варшавы к реке Нарев. Однако главные силы шведской армии совершили тяжёлый переход по фактическому бездорожью через Мазурские болота и в феврале 1708 года вышли к Гродно. Русская армия снова без боя отступила уже к Минску. На этот раз измученная 500-километровым переходом шведская армия вынуждена была остановиться для пополнения запасов провианта и фуража, подтягивания отставших.

Во время похода им было принято решение повести свою армию в Гетманщину, гетман которой Мазепа перешёл на сторону Карла, но не был поддержан основной массой казачества. Шедший на помощь Карлу корпус Левенгаупта был разбит русскими в сражении у деревни Лесной. К тому моменту, когда шведские войска подошли на левобережье Днепра к Полтаве, Карл потерял до трети своей армии. После неудачной для шведов трёхмесячной осады Полтавы, в 6 верстах от города 27 июня (8 июля) 1709 года произошло сражение с основными силами русской армии, в результате которого шведская армия потерпела поражение. Карл, раненый в ногу ещё накануне самой битвы, бежал на юг в Османскую империю, где он организовал лагерь в Бендерах.

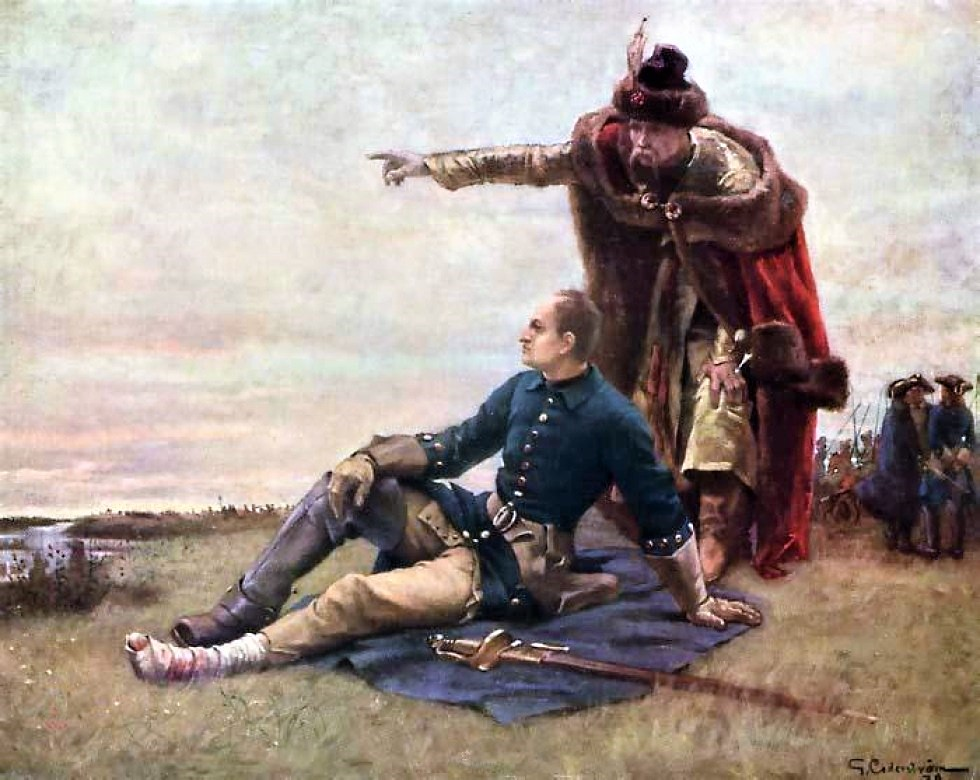
Карл XII и гетман Мазепа после Полтавской битвы

### Бендерское сидение. Кризис

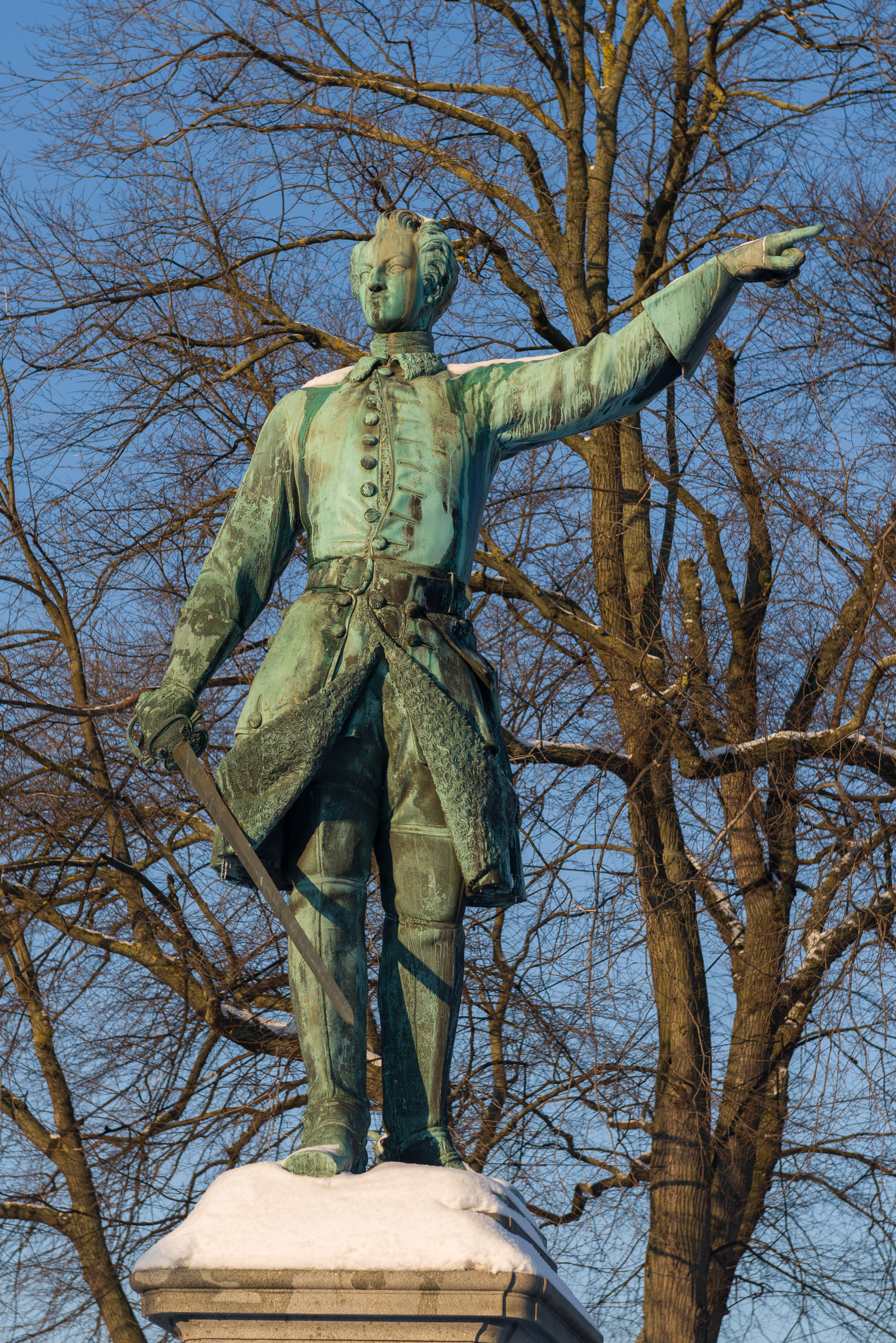
Памятник Карлу XII в Стокгольме. Король показывает в сторону России.

Турки первоначально приветствовали шведского короля, который подговаривал их начать войну с русскими. Карлу XII удалось спровоцировать Русско-турецкую войну 1710—1713 годов. Однако султан, в конечном счёте уставший от амбиций Карла, проявил коварство и распорядился арестовать его. Старые враги короля — Россия и Польша — использовали в своих интересах его отсутствие, чтобы восстановить утраченные земли и даже расширить территории. Англия, союзник Швеции, отказалась от союзных обязательств, в то время как Пруссия захватила шведские владения в Германии, временно уступленные Пруссии по секвестрационному договору. Россия захватила часть Финляндии, а Август II вновь вернулся на польский трон. В 1713 году султан под давлением России и европейских держав распорядился силой выпроводить Карла из Бендер, при исполнении этого приказа произошло даже небольшое вооружённое столкновение шведов с янычарами (т. н. «калабалык»), в котором Карл был ранен, потеряв кончик носа.

## Возвращение и смерть

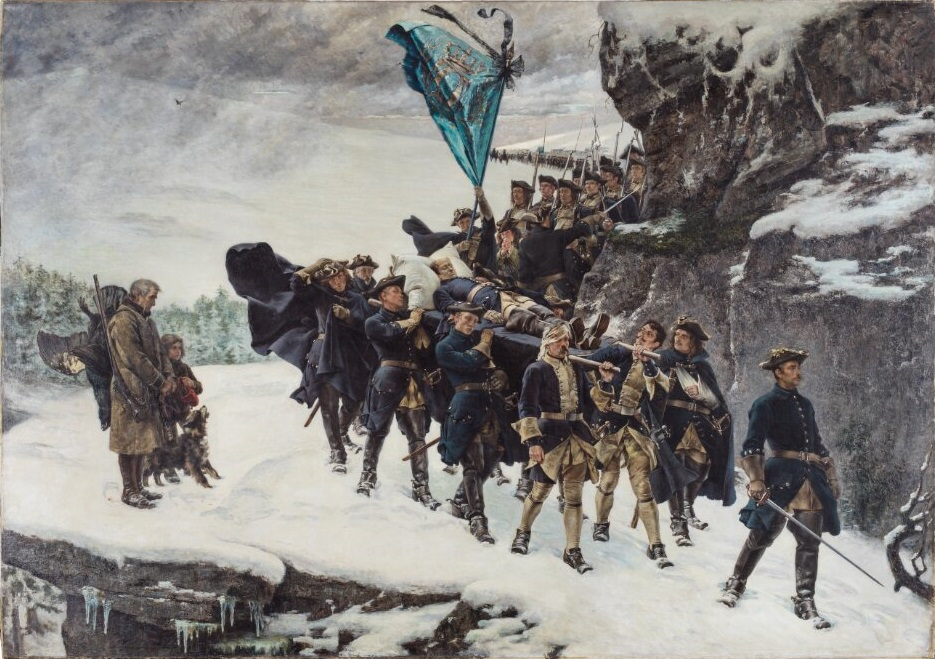
Траурная процессия с телом Карла XII. Художник Густаф Седерстрём (1845—1933)

Экономическая ситуация в самом королевстве была угрожающей, поэтому Карл бежал из Османской империи, потратив лишь 15 дней, чтобы пересечь Европу и вернуться в контролируемый Швецией Штральзунд в Померании, а затем и в саму Швецию. Его попытки восстановить потерянную власть и влияние потерпели неудачу (в столице — Стокгольме — он так и не побывал, покинув, таким образом, в 1700 году город навсегда).
Влиянием в Швеции стал пользоваться голштинский министр, барон Гёрц, он доставил королю средства для нового похода.
Незадолго до смерти Карл попытался завершить Северную войну с Россией Аландским конгрессом. Швеция была вконец разорена; тем не менее Карл отклонил мирные переговоры, начатые Гёрцем.

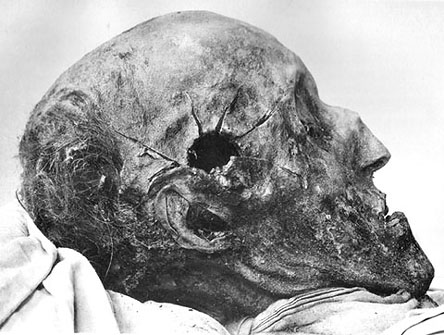
Мумифицированные останки, 1916 г. (хорошо видно отверстие от пули в голове)

В декабре 1718 года Карл, во время своего последнего похода в Норвегию (которая была тогда под властью Дании), при осаде крепости Фредрикстен находился в передовой траншее и был убит картечной дробью. По другой версии, он стал жертвой заговора шведской аристократии, недовольной продолжением разорительной войны, и был убит в результате покушения; эксгумация 1917 года разрешила этот вопрос: оказалось, что Карл был действительно убит выстрелом слева (со стороны датских укреплений), но при этом выходное отверстие в его черепе, расположенное с противоположной стороны (обращённой в момент смерти к шведским позициям), больше входного, что и послужило поводом для слухов об убийстве заговорщиками. Этот парадокс был объяснён тем, что при входе удар пули был смягчён полями войлочной шляпы (пробитая пулей шляпа сохранилась), что и было подтверждено экспериментально.
Карл XII стал последним монархом Европы, павшим на поле боя. После Карла шведский трон наследовала его сестра Ульрика Элеонора, но вскоре престол перешёл к её мужу Фридриху Гессен-Кассельскому, который известен как король Фредрик I. После неудачной попытки продолжения войны Фредрик I заключил в 1721 году Ништадтский мирный договор с Россией.

## Характеристика
Говоря о полководческих качествах Карла XII, следует отметить, что он был очень силён как тактик, находчив в бою, быстр, необычайно решителен, особенно в минуту опасности, когда внезапно приходилось менять план атаки под огнём противника. Способности короля как стратега очень серьёзно оспаривались. Например, известный русский историк Генрих Леер в своём труде «Основы стратегии» так отзывался о стратегических способностях короля: «Вообще стратегия не была делом Карла XII». По оценкам современников, он очень мужественно переносил боль и лишения и умел сдерживать свои эмоции. Король привёл Швецию к вершине могущества, обеспечив огромный престиж страны своими блестящими военными кампаниями.
Провёл 15 сражений. Никогда не использовал шаблонных приёмов, всегда маневрировал и стремился опрокинуть противника решительным рукопашным боем.
Король интересовался разными аспектами военного дела, в том числе математическими. Эммануил Сведенборг утверждал, что в 1716 году Карл XII предложил новую восьмеричную систему счисления, которую находил более подходящей в военном ремесле из-за кубической формы коробок; впрочем, некоторые историки науки предполагают, что истинным автором предложения был сам Сведенборг, либо Кристофер Польхем.
Агрессивная тактика ведения войны позволила Карлу XII при ограниченных ресурсах королевства почти 20 лет вести войну против союза европейских государств.
Существует распространённое мнение, согласно которому Карл XII недооценивал роль артиллерии на поле боя. Но данный вопрос остаётся предметом споров по сей день. Существует и другая точка зрения, что шведский король в ряде сражений успешно использовал артиллерию. Например, в битве на Двине и при переправе через Десну, артиллерия сосредотачивалась вдоль берега реки на направлении главного удара и обеспечивала переправу. При Нарве и Головчине артиллерия сводилась в две батареи и обеспечивала поддержку наступающим войскам.
Российский писатель Борис Григорьев, написавший биографию короля, полагает, что артиллерию Карл использовал во многих сражениях, причём вполне успешно. Однако, когда артиллерия становилась отягощающим моментом при молниеносных перебросках его армии и не успевала к месту сражения в силу своей медлительности, то тогда Карл предпочитал сражаться с незначительным числом артиллерии.

## Мнения современников
Английский дипломат Томас Вентворт, посетивший Альтранштедт, даёт Карлу следующую характеристику:

Что касается его личности, то представление, которое у меня сложилось о нём ранее, не оказалось преувеличенным. Он высок ростом и статен, но крайне неопрятен и неряшлив. Его манеры более грубы, чем можно было бы ожидать от столь молодого человека… Волосы у него светло-русые, очень сальные и очень короткие, и он никогда не расчёсывает их иначе, чем пальцами. За стол он садится безо всяких церемоний, на первый попавшийся стул и начинает, засунув предварительно салфетку под подбородок, с большого куска хлеба с маслом. Затем он с набитым пищей ртом, пьёт свагдрику из большого старомодного кубка. Этот напиток — единственное, что он пьёт. За каждой трапезой он выпивает его по две полные бутылки, так как дважды наполняет свой кубок. Каждый раз, перед очередным кусочком мяса, он откусывает от хлеба с маслом, которое размазывает по ломтю большими пальцами. Он никогда не сидит за столом более четверти часа. Он ест, как конь, и не произносит ни единого слова за всё время еды… У его постели лежит красивая позолоченная Библия. Это единственная изящная вещь из его обихода. Он очень видный мужчина, прекрасного роста, с тонкими чертами, в его лице вообще нет ничего жестокого. Он весьма любознателен и упрям, отчего его союзники живут в постоянных опасениях, поскольку он рискует своей жизнью и своей армией так же беспечно, как иные люди на дуэли.

В 1711 году французский путешественник Обри де ла Моттре встретился с королём в Бендерах и описал его следующим образом:

Король вошёл в комнату, где мы сидели, и, вместо того, чтобы сесть, подошёл к окну и остался там, опираясь одной рукой на подоконник, а другой придерживая эфес длинной шпаги, остриë которой касалось пола. Это была его обычная поза, в которой он отдыхал за исключением тех случаев, когда он иногда, разговаривая с кем-нибудь, проводил правой рукой по своим редевшим волосам, как бы желая расчесать их растопыренными пальцами; бывало и так, что он прикасался рукой к плечу собеседника, если это был человек ему приятный. Наверное, общеизвестно, что он всегда носил шляпу под мышкой, прижимая её локтем, если только не был верхом, и что единственным украшением шляпы была большая латунная булавочная головка. Его наряд был самого простого рода, с пуговицами также из латуни. Отличие между одеждой его собственной и его рейтаров было в лучшем случае только в качестве материи — синего цвета для камзола и цвета некрашенной замши для жилета и лосин, которые иногда и были из лосиной кожи. Он держался очень уверенно, пребывая всегда в ровном настроении. На нём постоянно были перчатки. Обычно они были из лосиной или какой-нибудь другой толстой кожи и закрывали края рукавов — коротких и шитых так, чтобы не мешали движениям. Он всегда носил сапоги со шпорами, а полы его сюртука были постоянно подвернуты назад таким образом, как будто он всегда был готов вскочить на коня;собственно, верховая прогулка и была его обычным моционом. Он обладал хорошим ростом, выше среднего, был широк в плечах, но узок в бедрах. Он принял меня очень милостиво, и более тёплого и открытого обращения я никогда не видел. Он, так сказать, снисходил в учтивой и весьма любезной манере до тех, кто не смел подняться до него, поскольку их сдерживало боязливое почтение или сознание их места, он же никогда не проявлял в общении с ними всё то высокомерие, которое ему повсеместно приписывали.

## Несостоявшиеся браки
Король Швеции мог вступить два раза в брак, в истории известны две претендентки:
- Шарлотта Кристина Брауншвейг-Вольфенбюттельская — жена царевича Алексея Петровича. Её дед Антон Ульрих Брауншвейг-Вольфенбюттельский сначала собирался выдать её за шведского монарха, но, ввиду его поражения в Полтавской битве, родство с царём Петром оказалось привлекательней и Шарлотта была выдана за его сына Алексея.
- Мария Казимира Собеская была обручена с Карлом XII. Мария была дочерью Якуба Людвика Собеского и внучкой короля Речи Посполитой Яна III, а также приходилась родственницей английскому дому Стюартов и была на 14 лет младше Карла.

## Оценочные характеристики
- Когда в апреле 1939 г. отмечалось 50-летие Гитлера, Шведско-германское общество подарило ему статуэтку Карла XII. К ней прилагался приветственный адрес: «Шведские мужчины и женщины, которые видят в вожде Германии и народном канцлере Адольфе Гитлере спасителя Европы, желают выразить ему глубочайшее почтение и благодарность. Мы увязываем это приветствие с памятью о нашем великом короле Карле XII, руководствовавшемся в тяжёлых исторических сражениях теми же идеями, которые мы, шведы, видим в Вашем историческом вкладе в создание Великой Германии и сохранение Европы»[20].
- Энтони Ф. Аптон, заведующий кафедрой Северных стран Шотландского университета Святого Эндрю, писал в 1990 г.: «В лице Карла XII Швеция получила харизматического психопата, который привёл бы своё королевство, имей он на то больше времени, к полному разгрому, как это сделал Адольф Гитлер с нацистской Германией»[21].
- Я. Виммер, польский историк: «Карл XII опередил на несколько десятков лет Фридриха Великого и его тактику боя с противниками»[3].
- А. Стилле, шведский историк: «Карл XII является не только геройски храбрым бойцом и искусным предводителем, но и настоящим стратегом, полководцем Божьей милостью»[22].
- А. Керсновский: «Это блестящий тактик, вождь, увлекающий за собой подчинённых. Но это не стратег, а тем паче не политик…»[23].

## Военные преступления
Тарле приводит выдержки из приказов короля Реншильду (с пояснениями):

Услыхав о каком-то совсем ничтожном нападении на шведский пикет близ Торуня, Карл пишет Реншильду: «Было бы самое лучшее, чтобы все эти места были уничтожены путем разграбления и пожаров и чтобы все, кто там живёт, виновные или невинные (skyldiga eller oskyldiga), были уничтожены». И желая, чтобы Реншильд понял его как следует, король прибавляет спустя месяц: должно выбивать из населения контрибуцию, каким угодно способом, «а эта страна может страдать, сколько ей угодно… Те, кто не остается дома, должны быть разорены, а их жилища сожжены… Посылаю вам кавалерию, чтобы преследовать бродящих тут каналий… Контрибуцию взыскивать огнем и мечом. Скорее пусть пострадает невинный, чем ускользнет виновный… Сжечь местечко, где было совершено нападение на валахов… все равно, виновны ли владельцы домов или невинны…» Такие приказы сыплются из-под пера Карла, как из рога изобилия: «…надо вешать, если даже лишь полдоказательства есть налицо… даже дитя в колыбели не должно получить пощаду».

## Образ в культуре

### В кинематографе
- Эдгар Гаррик («Пётр Первый»,  СССР, 1937).
- Даниэль Ольбрыхский («Графиня Коссель»,  Польша, 1968).
- Эммануил Виторган («Дмитрий Кантемир»,  СССР, 1973).
- Кристоф Айххорн («Пётр Великий»,  США, 1986).
- Никита Джигурда («Молитва о гетмане Мазепе»,  Украина, 2001).
- Эдуард Флёров («Слуга государев»,  Россия, 2007).
- Виктор Гилленберг («Голубь сидел на ветке, размышляя о бытии»,  Швеция, 2014).
- Павел Рассомахин («Собор»,  Россия, 2021).
- Тимо Уиллман («Петр I: Последний царь и первый император», Россия, 2022)
- Евгений Шварц («Государь», Россия, 2025)

### В литературе
Романтизированную биографию Карла XII написал Вольтер.
Карлу XII посвятил стихотворение Станислав Куняев:
А всё-таки нация чтит короля —

безумца, распутника, авантюриста, 

За то, что во имя бесцельного риска

он вышел к Полтаве, тщеславьем горя…

За то, что он жизнь понимал, как игру,

за то, что он уровень жизни понизил,

за то, что он уровень славы повысил,

как равный, бросая перчатку Петру…

### В музыке
- Хэви-пауэр-метал группа из Швеции Sabaton в 2012 выпустила альбом под названием «Carolus Rex», по большей части посвящённый Карлу XII.

### В почтовых марках

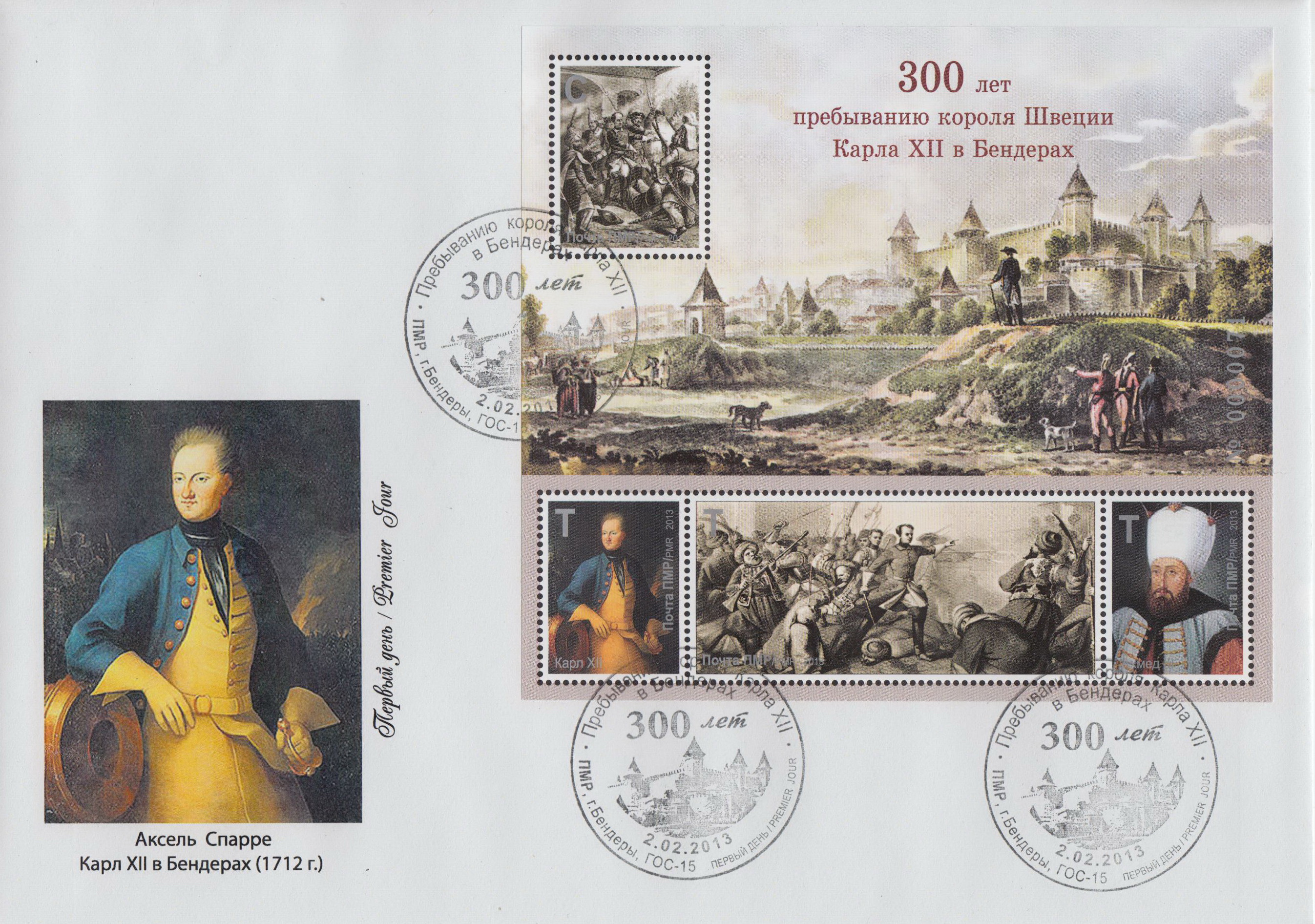
Конверт первого дня (2013)

2 февраля 2013 года в Приднестровье прошло спецгашение почтового блока и «конверта первого дня». На почтовом блоке, посвящённом 300-летию пребывания шведского короля в Бендерах, центральное место занимает датированная 1789 годом картина русского художника М. М. Иванова «Вид крепости в Бендерах». Кроме марок с портретами короля Карла XII и турецкого султана Ахмеда III, в блок включены ещё две почтовые миниатюры, иллюстрирующие эпизоды так называемого «бендерского калабалыка».

### Памятники
- Памятник гетману Мазепе и Карлу XII (Дегтяревка)

### Книги
- Григорьев Б. Н. Карл XII, или Пять пуль для короля. — М.: Молодая гвардия, 2006. — 547, [3], [16] л. ил. с. — (Жизнь замечательных людей Вып. 1198 (998)). — 5000 экз. — ISBN 5-235-02910-0.
- Карл XII. Письмо о полтавском сражении. 1709 г // Грот Я. К. Труды Я. К. Грота из русской истории. Исследования, очерки, критические заметки и материалы  / Публ. Я. К. Грота. — 157—159, 1901.. — Т. 4. Архивировано из оригинала 13 июля 2017 года.
- Тарле Е. В. Северная война и шведское нашествие на Россию // Сочинения. — М.: Издательство Академии Наук СССР, 1958. — Т. 10. — С. 363—800.
- Цветков С. Э. Карл XII. Последний викинг. 1682—1718. — М.: Центрполиграф, 2005. — 480 с. — ISBN 5-9524-1818-X.
- Франсуа Мари Аруэ. История Карла 12, короля Швеции. — СПб.: Лениздат, 2014. — 352 с. — 3000 экз. — ISBN 978-5-4453-0204-9.

### Статьи
- Гилленкрок А. Сказание о выступлении его величества короля Карла XII из Саксонии и о том, что во время похода к Полтаве, при осаде её и после случилось // Военный журнал  / Пер. с нем., введ. и примеч. Я. Турунова. — СПб., 1844. — № 6. — С. 1—105. Архивировано 26 ноября 2009 года.
- Дальберг Э. Ё. Оправдательное донесение Карлу XII-му Рижского губернатора Дальберга (по поводу посещения Риги Петром Великим в 1697 году) // Русский архив  / Перевод и предисл. С. В. Арсеньева. — М., 1889. — Т. 1, вып. 3. — С. 385—391. Архивировано из оригинала 5 января 2012 года.
- Коростовцев Л. И. Дом, где жил Карл XII, стоя под Полтавой // Русский архив. — М., 1869. — Вып. 10. — С. 1721—1723.
- Петров А. Н. Противник Петра Великого // Исторический вестник. — СПб., 1893. — Т. 53, № 7. — С. 168—182.

На английском языке
- Bain Robert Nisbet[англ.]. Charles XII and the collapse of the Swedish empire, 1682—1719 :  [англ.]. — New York : G. P. Putnam's Sons[англ.], 1895. — 320 p.
- Hatton Ragnhild Marie[англ.]. Charles XII of Sweden :  [англ.]. — London : Weidenfeld & Nicolson, 1968. — 656 p. — ISBN 9780297748267.
- Michael Glaeser (Майкл Глейзер). By Defeating My Enemies. Charles XII of Sweden and the Great Northern War, 1682-1721. — Helion & Company, 2020. — 185 с. — ISBN 978-1-913336-46-2.